# Fossa interpeduncolare
La fossa interpeduncolare è un'area alla base del cervello a forma di losanga, limitata di fronte dal chiasma ottico, dietro dalla superficie antero-superiore del ponte, antero-lateralmente dai tratti ottici convergenti, e postero-lateralmente dai peduncoli divergenti cerebrali.
Esso contiene, procedendo in avanti dal retro, la sostanza posteriore perforata, i corpi mammillari, il tuber cinereum, l'infundibolo e l'ipofisi.

## Altre immagini

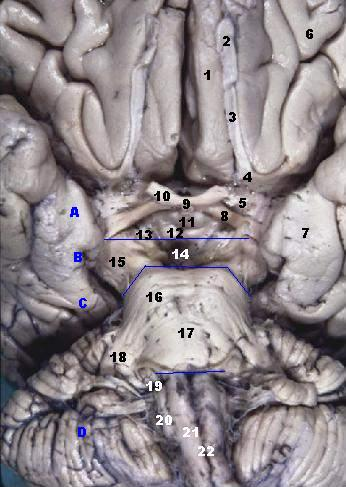
Tronco cerebrale umano vista anteriore
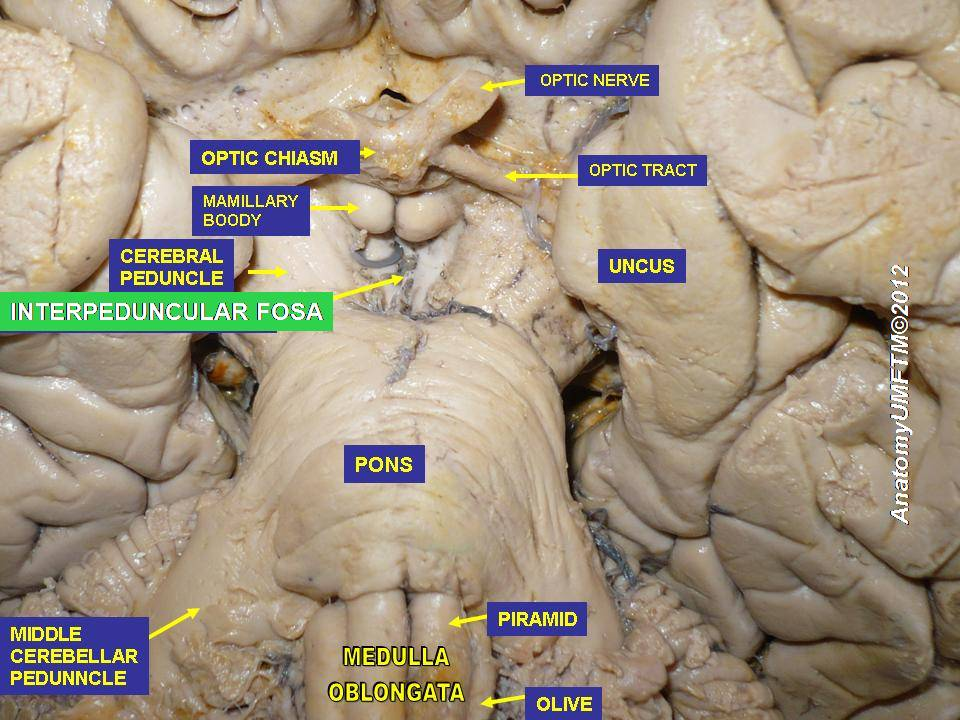
Fossa interpeduncolare
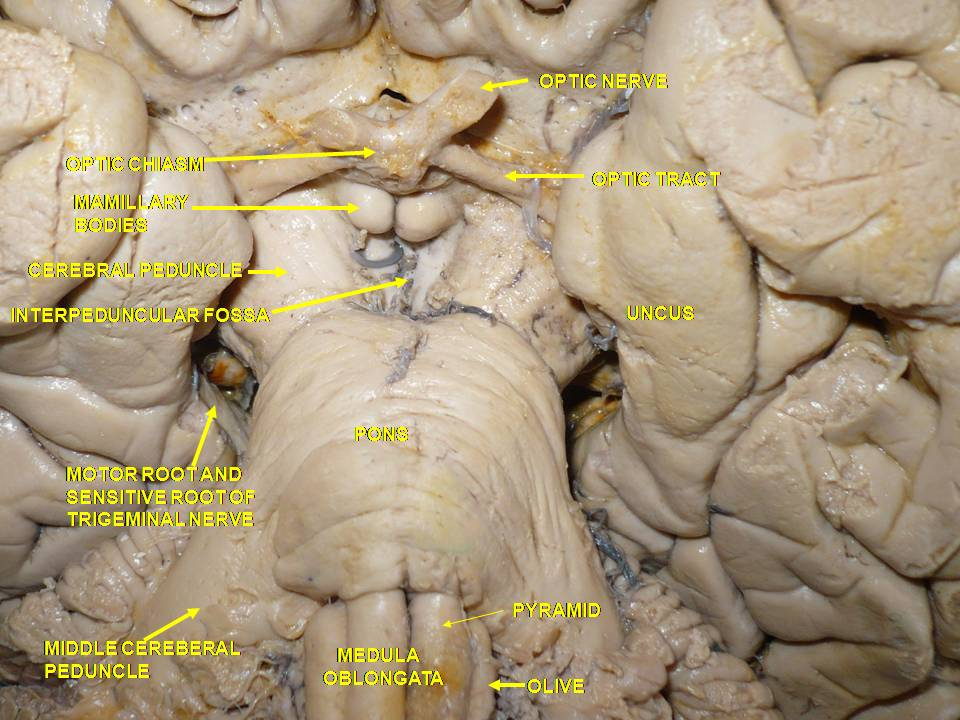
Cervello. Dissezione profonda. Dissezione inferiore.